# 池阳郡斋
池阳郡斋，南宋池州刻书坊，尤袤主持。
淳熙七年（1180年）刊刻《山海经》十八卷（现藏北京图书馆）、淳熙八年（1181年）刊刻《文选李善注》六十卷，《考异》一卷，《文选》双字三卷，《昭明太子集》五卷，今皆誉为善本。